# P700i
FOMA P700i（フォーマ・ピー なな まる まる アイ）は、パナソニック モバイルコミュニケーションズによって開発された、NTTドコモの第三世代携帯電話 (FOMA) 端末製品である。

## 概要
廉価版FOMA 700iシリーズとして、N700i、F700i、SH700iとともに発表された。重さは102gで、当時FOMA端末の中では最軽量だった。外部メモリーはminiSDカード（256MBまで：ドコモ発表）に対応。
iアプリは、「BombLink」・「アバパラ大富豪」・「インフォスクリーン」・「ヴァニラルーム」・「Gガイド番組表リモコン」がプリインストールされている。

## 歴史
- 2004年12月28日：電気通信端末機器審査協会 (JATE)通過
- 2005年1月6日：技術基準適合証明 (TELEC) 通過
- 2005年2月2日：F700i、N700i、SH700iと同時にドコモよりプレスリリースされた
- 2005年3月11日：発売開始

## 不具合
- 2006年1月25日: 通信不能になる不具合。基地局改修の影響によるもの。同様の不具合がN700i・P901i・SH700i・SH901iC・N901iCにおいても発生しており、いずれもソフトウェア更新によって対処。